# Leptogomphus uenoi
Leptogomphus uenoi là loài chuồn chuồn trong họ Gomphidae. Loài này được Asahina miêu tả khoa học đầu tiên năm 1996.